# Orte in der Fränkischen Schweiz
Diese Liste enthält alle Städte und Gemeinden in der Fränkischen Schweiz sortiert nach Landkreisen in alphabetischer Reihenfolge.

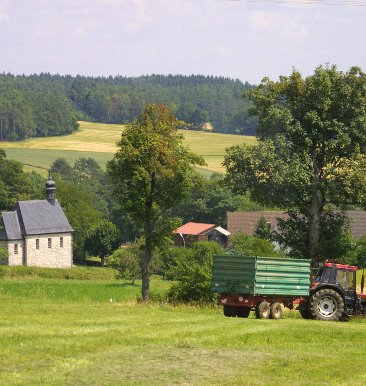
Laibarös am Rande der Fränkischen Schweiz

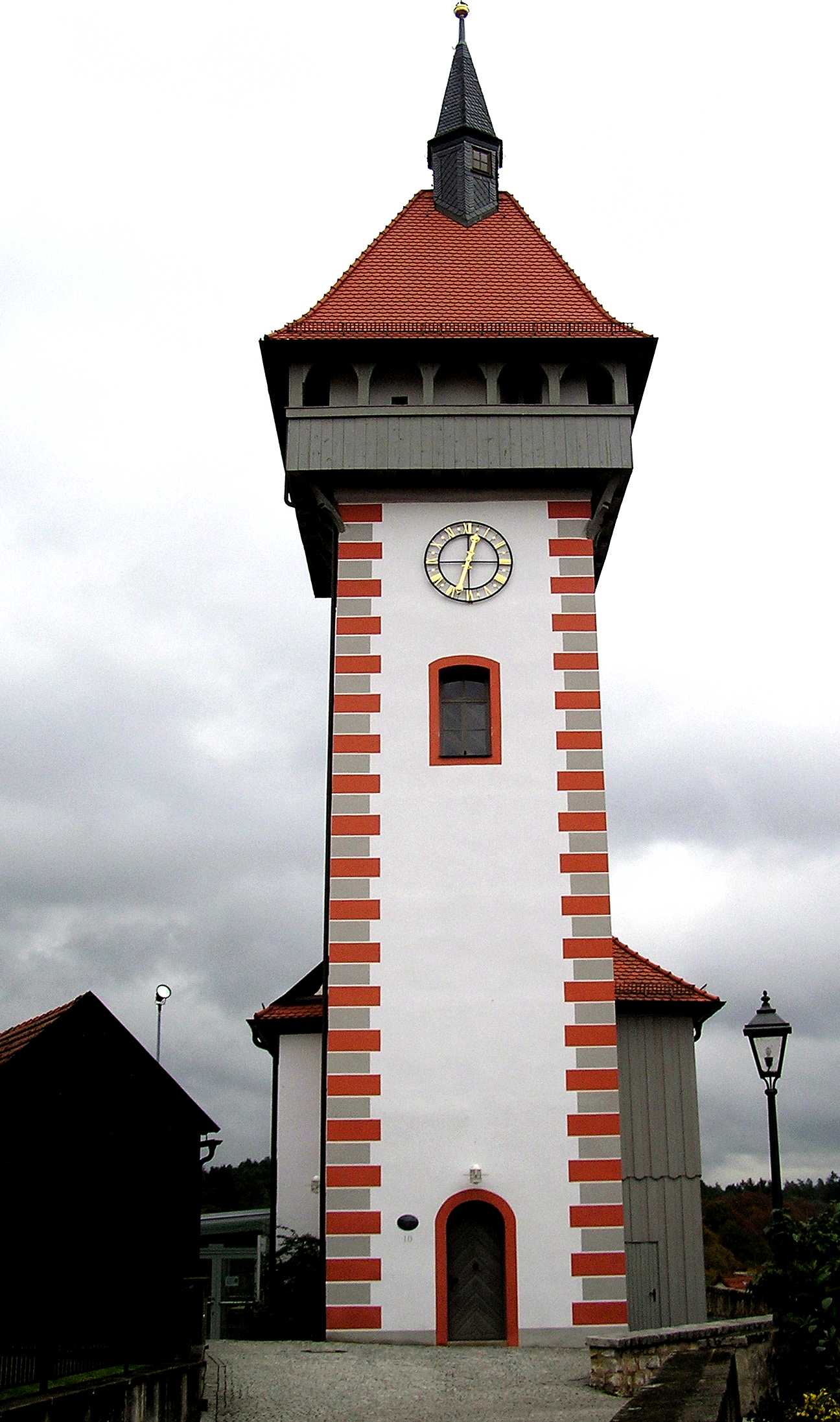
Hollfeld im Zentrum der Fränkischen Schweiz

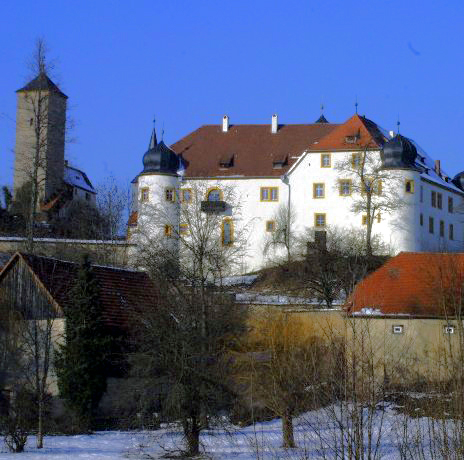
Schloss Aufsess

## Landkreis Bamberg

### Markt Buttenheim

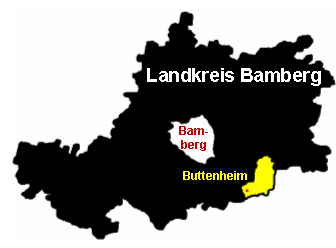
Buttenheim im Landkreis Bamberg

Geburtsort des Jeans-Erfinders Levi Strauss mit Levi-Strauss-Museum.
- Buttenheim
- Dreuschendorf
- Frankendorf
- Gunzendorf
- Hochstall
- Kälberberg
- Ketschendorf
- Senftenberg
- Stackendorf
- Tiefenhöchstadt

### Heiligenstadt i.OFr.

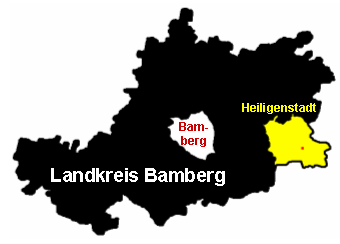
Heiligenstadt im Landkreis Bamberg

Zentrum des Leinleitertales unterhalb von Schloss Greifenstein

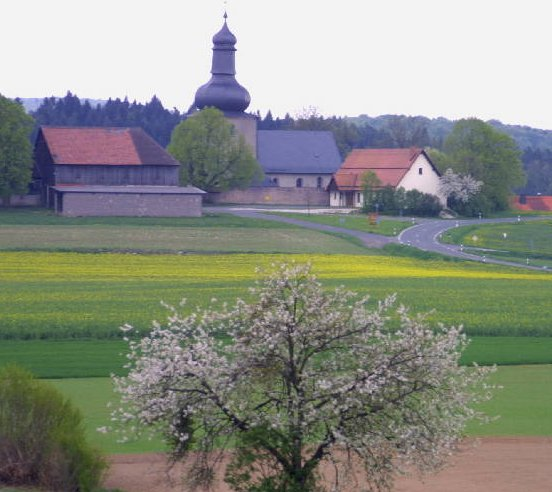
Hohenpölz

- Brunn
- Burggrub
- Geisdorf
- Greifenstein
- Heiligenstadt i.OFr.
- Heroldsmühle
- Herzogenreuth
- Hohenpölz
- Kalteneggolsfeld
- Leidingshof
- Lindach
- Neudorf Hohenpölz
- Neumühle
- Oberleinleiter
- Oberngrub
- Reckendorf
- Siegritz
- Stücht
- Teuchatz
- Tiefenpölz
- Traindorf
- Veilbronn
- Volkmannsreuth
- Zoggendorf

### Gemeinde Königsfeld

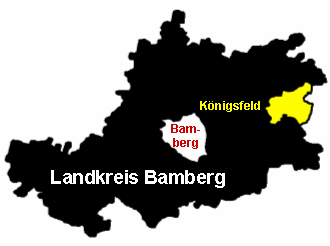
Königsfeld im Landkreis Bamberg

Der Juraort Königsfeld liegt an der Aufseß-Quelle.
- Huppendorf
- Königsfeld in Oberfranken
- Kotzendorf
- Laibarös
- Poxdorf
- Treunitz
- Voitmannsdorf

### Gemeinde Stadelhofen

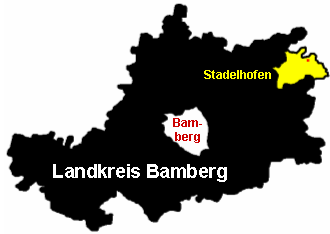
Stadelhofen im Landkreis Bamberg

- Stadelhofen
- Steinfeld
- Eichenhüll
- Hohenhäusling
- Hopfenmühle (Stadelhofen)
- Pfaffendorf (Stadelhofen)
- Roßdorf am Berg
- Schederndorf
- Wölkendorf
- Wotzendorf

### Gemeinde Wattendorf

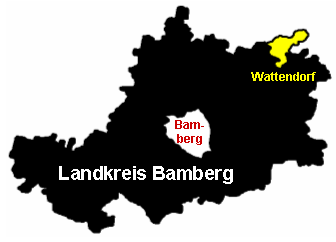
Wattendorf im Landkreis Bamberg

- Bojendorf
- Gräfenhäusling
- Mährenhüll
- Schneeberg
- Wattendorf

## Landkreis Bayreuth

### Gemeinde Ahorntal
Bizarre Felsformationen über dem engen Ailsbachtal; Sophienhöhle
- Adlitz
- Freiahorn
- Kirchahorn
- Körzendorf
- Neumühle
- Oberailsfeld
- Pfaffenberg
- Poppendorf
- Reizendorf
- Volsbach
- Zauppenberg

### Gemeinde Aufseß

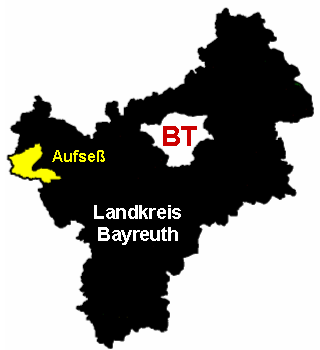
Aufseß im Landkreis Bayreuth

Historischer Ort am Flüsschen gleichen Namens
- Aufseß
- Heckenhof
- Hochstahl
- Neuhaus
- Sachsendorf
- Zochenreuth
- Kobelsberg
- Dörnhof

### Stadt Betzenstein
Eine der kleinsten Städte Frankens
- Eckenreuth
- Eibenthal
- Eichenstruth
- Hetzendorf
- Höchstädt
- Hüll
- Hunger
- Illafeld
- Klausberg
- Kröttenhof
- Leupoldstein
- Mergners
- Münchs
- Ottenberg
- Reipertsgesee
- Reuthof
- Riegelstein
- Schermshöhe
- Spies
- Stierberg
- Waiganz
- Weidensees

### Stadt Hollfeld
Stadtrechte seit 1326.
- Drosendorf an der Aufseß
- Fernreuth
- Freienfels mit Schloss Freienfels
- Gottelhof
- Hainbach
- Höfen
- Hollfeld
- Kainach

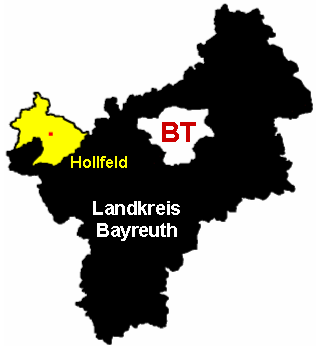
Hollfeld im Landkreis Bayreuth

- Krögelstein mit Felsengebilde „Alter Fritz“ und Kaiserbachtal
- Loch
- Moggendorf
- Neidenstein
- Pilgerndorf
- Schönfeld
- Stechendorf
- Tiefenlesau
- Treppendorf
- Weiher
- Welkendorf
- Wiesentfels mit Schloss Wiesenfels
- Wohnsdorf

### Gemeinde Mistelbach
- Finkenmühle
- Mistelbach
- Poppenmühle
- Schnörleinsmühle
- Sonnenleithen
- Zeckenmühle

### Gemeinde Mistelgau
- Äußerer Graben
- Außerleithen
- Bärnreuth
- Böhnershof
- Braunersberg
- Culm
- Engelmeß
- Eschenmühle
- Frankenhaag
- Friedrichsruh
- Geislareuth
- Gollenbach
- Göritzen
- Gries
- Hardt
- Harloth
- Hundshof
- Kammer
- Klingenmühle
- Kreckenmühle
- Laimen
- Lenz
- Mengersdorf
- Mistelgau
- Moosing
- Obernsees
- Ochsenholz
- Pensenleithen
- Plösen
- Schnackenwöhr
- Schobertsberg
- Schobertsreuth
- Schöchleins
- Seitenbach
- Sorg
- Streit
- Tennig
- Truppach
- Wohnsgehaig

### Stadt Pegnitz
Mittelalterliches Rathaus von 1347
- Bodendorf
- Bronn
- Buchau
- Büchenbach
- Hainbronn
- Hammerbühl
- Hedelmühle
- Heroldsreuth
- Herrenmühle
- Horlach
- Hufeisen
- Kaltenthal
- Kleinkrausmühle
- Körbeldorf
- Kosbrunn
- Kotzenhammer
- Langenreuth
- Leups
- Lobensteig
- Lüglas
- Nemschenreuth
- Neudorf
- Neuhof
- Pegnitz
- Penzenreuth
- Pertenhof
- Reisbach
- Stein
- Stemmenreuth
- Trockau
- Troschenreuth
- Vestenmühle
- Weidelwangermühle
- Weidmannshöhe
- Willenberg
- Willenreuth
- Zips

### Gemeinde Plankenfels

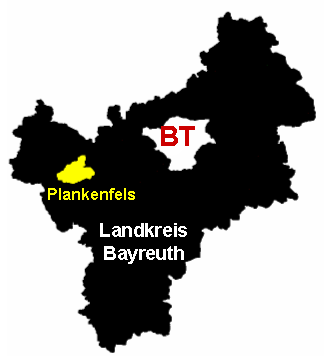
Lage der Gemeinde Plankenfels im Landkreis Bayreuth

- Altneuwirtshaus
- Eichenmühle
- Kaupersberg
- Neumühle
- Neuwelt
- Plankenfels
- Plankenstein
- Ringau
- Scherleithen
- Schrenkersberg
- Schressendorf
- Wadendorf

### Markt Plech
- Bernheck
- Fallmeisterei
- Plech
- Ottenhof
- Schönthal
- Strüthof

### Stadt Pottenstein

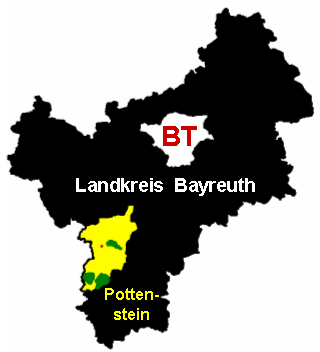
Pottenstein im Landkreis Bayreuth

Aufenthaltsort der heiligen Elisabeth (1227); Teufelshöhle
- Weidenhüll
- Kühlenfels
- Kirchenbirkig
- Elbersberg
- Haßlach
- Pottenstein
- Püttlach
- Hohenmirsberg
- Tüchersfeld

### Stadt Waischenfeld
Erkennungszeichen ist der Steinerne Beutel, ein wuchtiger Rundturm
- Breitenlesau
- Doos
- Eichenbirkig
- Gösseldorf
- Gutenbiegen
- Hannberg
- Heroldsberg
- Hubenberg
- Köttweinsdorf
- Kugelau
- Langenloh
- Löhlitz
- Nankendorf
- Neusig
- Rabeneck
- Saugendorf
- Seelig
- Siegritzberg
- Waischenfeld
- Zeubach

## Landkreis Forchheim

### Gemeinde Dormitz
- Dormitz
- Erleinhof

### Stadt Ebermannstadt

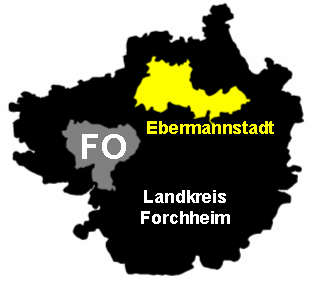
Ebermannstadt im Landkreis Forchheim

Bis 1972 Kreisstadt des Landkreises Ebermannstadt (Kfz-Kennzeichen: EBS).
- Breitenbach
- Ebermannstadt
- Gasseldorf
- Niedermirsberg
- Rüssenbach
- Neuses-Poxstall
- Wohlmuthshüll
- Buckenreuth
- Moggast
- Wolkenstein
- Thosmühle
- Burggaillenreuth
- Windischgaillenreuth
- Eschlipp
- Kanndorf

### Gemeinde Effeltrich
Obstanbau
- Effeltrich
- Gaiganz

### Markt Eggolsheim
- Bammersdorf
- Drosendorf
- Drüggendorf
- Eggolsheim
- Götzendorf
- Kauernhofen
- Neuses
- Rettern
- Schirnaidel
- Tiefenstürmig
- Unterstürmig
- Weigelshofen

### Markt Egloffstein

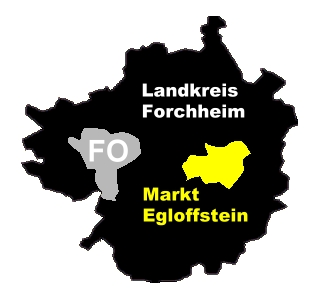
Das Gemeindegebiet von Markt Egloffstein im Landkreis Forchheim

- Affalterthal
- Bärenthal
- Bieberbach
- Dietersberg
- Egloffstein
- Egloffsteinerhüll
- Hammerbühl
- Hammermühle
- Hammerthoos
- Hundsboden
- Hundshaupten
- Mostviel
- Rothenhof
- Schlehenmühle
- Schweinthal

### Große Kreisstadt Forchheim

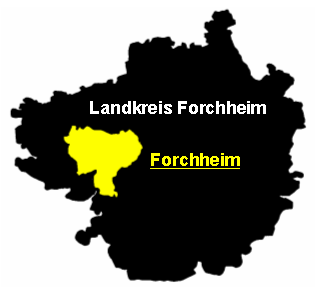
Forchheim im Landkreis Forchheim

Kaiserpfalz
- Buckenhofen
- Burk
- Forchheim
- Kersbach
- Reuth
- Serlbach
- Sigritzau

### Markt Gößweinstein

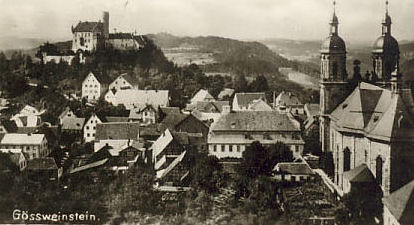
Gößweinstein 1928

Luftkurort an der Einmündung von Püttlach und Ailsbach in die Wiesent
- Allersdorf
- Behringersmühle
- Bösenbirkig
- Etzdorf
- Geiselhöhe
- Gößweinstein
- Hardt
- Hartenreuth
- Hühnerloh
- Hungenberg
- Kleingesee
- Kohlstein
- Krachershöhe
- Leimersberg
- Leutzdorf
- Moritz
- Morschreuth
- Moschendorf
- Prügeldorf
- Sachsendorf
- Sachsenmühle
- Sattelmannsburg
- Stadelhofen
- Stempfermühle
- Türkelstein
- Ühleinshof
- Unterailsfeld
- Wichsenstein
- Wölm

### Stadt Gräfenberg
- Dörnhof
- Gräfenberg
- Gräfenbergerhüll
- Guttenburg
- Haidhof
- Höfles
- Hohenschwärz
- Kasberg
- Lilling
- Lillinger Höhe
- Neusles
- Rangen
- Schlichenreuth
- Sollenberg
- Thuisbrunn
- Walkersbrunn

### Gemeinde Hetzles
- Hetzles
- Honings

### Markt Hiltpoltstein
- Almos
- Erlastrut
- Görbitz
- Göring
- Großenohe
- Hiltpoltstein
- Kappel
- Kemmathen
- Möchs
- Schoßaritz
- Spießmühle
- Wölfersdorf

### Markt Igensdorf
- Igensdorf
- Mitteldorf
- Eichenmühle
- Dachstadt
- Bodengrub
- Letten
- Lettenmühle
- Pettensiedel
- Affalterbach
- Etlaswind
- Haselhof
- Pommer
- Bremenhof
- Neusleshof
- Kirchrüsselbach
- Oberrüsselbach
- Mittelrüsselbach
- Unterrüsselbach
- Weidenmühle
- Weidenbühl
- Lindenhof
- Lindenmühle
- Stöckach
- Unterlindelbach
- Oberlindelbach

### Gemeinde Kirchehrenbach
- Kirchehrenbach

### Gemeinde Kleinsendelbach
- Kleinsendelbach
- Neubau
- Schellenberg
- Schleinhof
- Steinbach

### Gemeinde Kunreuth
- Kunreuth
- Weingarts
- Ermreus
- Regensberg

### Gemeinde Langensendelbach
- Langensendelbach
- Bräuningshof

### Gemeinde Leutenbach
- Dietzhof
- Leutenbach
- Mittelehrenbach

Erste urkundliche Erwähnung als Arihinbach item Arihinbach in der Schenkungsurkunde König Heinrichs II. vom 1. November 1007 einberufene Reichssynode zu Frankfurt a. M.
- Oberehrenbach

Erste urkundliche Erwähnung als Arihinbach item Arihinbach in der Schenkungsurkunde König Heinrichs II. vom 1. November 1007 einberufene Reichssynode zu Frankfurt a. M.
- Ortspitz
- Seidmar
- St. Moritz

### Markt Neunkirchen a. Brand
- Baad
- Ebersbach
- Ermreuth
- Großenbuch
- Gleisenhof
- Neunkirchen a. Brand
- Rödlas
- Rosenbach

### Gemeinde Obertrubach
- Bärnfels
- Dörfles
- Galgenberg
- Geschwand
- Hackermühle
- Haselstauden
- Herzogwind
- Hundsdorf
- Linden
- Neudorf
- Obertrubach
- Reichelsmühle
- Schlöttermühle
- Sorg
- Untertrubach
- Wolfsberg
- Ziegelmühle

### Gemeinde Pinzberg
- Dobenreuth
- Elsenberg
- Gosberg
- Pinzberg
- Steingraben

### Markt Pretzfeld
- Altreuth
- Eberhardstein
- Hagenbach
- Hardt
- Hetzelsdorf
- Kolmreuth
- Lützelsdorf
- Oberzaunsbach
- Pfaffenloh
- Poppendorf
- Pretzfeld
- Unterzaunsbach
- Urspring
- Wannbach

### Gemeinde Unterleinleiter

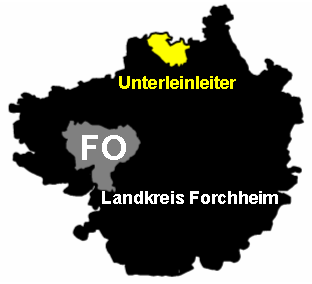
Unterleinleiter im Landkreis Forchheim

- Unterleinleiter
- Dürrbrunn

### Gemeinde Weilersbach
- Oberweilersbach
- Unterweilersbach
- Reifenberg
- Weilersbach

### Gemeinde Wiesenthau
- Schlaifhausen
- Wiesenthau

### Markt Wiesenttal

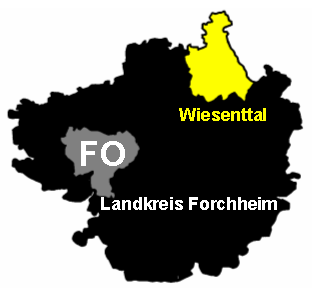
Wiesenttal im Landkreis Forchheim

Die bekanntesten Sehenswürdigkeiten sind die Burgruinen Neideck und Streitberg sowie die Binghöhle.
- Albertshof
- Birkenreuth
- Draisendorf
- Engelhardsberg
- Gößmannsberg
- Haag
- Muggendorf
- Neudorf
- Niederfellendorf
- Oberfellendorf
- Störnhof
- Streitberg
- Trainmeusel
- Voigendorf
- Wartleiten
- Wiesenttal
- Wohlmannsgesees
- Wöhr
- Wüstenstein

## Landkreis Kulmbach

### Markt Kasendorf
- Azendorf
- Neudorf
- Reuth
- Welschenkahl
- Zultenberg

### Markt Thurnau
- Alladorf
- Kleetzhöfe
- Leesau
- Lochau
- Meißnersleithen
- Tannfeld
- Trumsdorf

### Markt Wonsees
- Feulersdorf
- Gelbsreuth
- Großenhül
- Kleinhül
- Lindenmühle
- Plötzmühle

- Sanspareil
- Schirradorf
- Schlötzmühle
- Wonsees
- Zedersitz

## Landkreis Lichtenfels

### Stadt Weismain

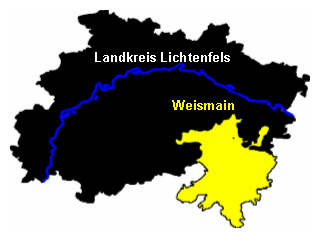
Weismain im Landkreis Lichtenfels

- Altendorf
- Arnstein
- Berghaus
- Bernreuth
- Buckendorf
- Erlach

- Frankenberg
- Geutenreuth
- Giechkröttendorf
- Görau
- Großziegenfeld
- Herbstmühle
- Kaspauer
- Kleinziegenfeld
- Kordigast
- Krassach
- Krassacher Mühle
- Lochhaus
- Modschiedel
- Mosenberg
- Neudorf
- Niesten
- Oberloch
- Schammendorf
- Seubersdorf
- Siedamsdorf
- Wallersberg
- Waßmannsmühle
- Weiden
- Weihersmühle
- Weismain
- Wohnsig
- Wunkendorf